# 321
321 (CCCXXI) fue un año común comenzado en domingo del calendario juliano, en vigor en aquella fecha.
En el Imperio romano, el año fue nombrado como el del consulado de Crispo y Constantino, o menos comúnmente, como el 1074 Ab Urbe condita, adquiriendo su denominación como 321 a principios de la Edad Media, al establecerse el anno Domini.

## Acontecimientos
- 7 de marzo: el emperador romano Constantino declara el domingo («venerable día del Sol») como séptimo día de la semana, en lugar del sábado.[1]
- Calcidio traduce la primera parte de Timeo (por Platón) al latín.
- La Iglesia católica se permite tener propiedad.
- En Antioquía (Turquía), un sínodo de obispos condena el arrianismo.

## Nacimientos
- Valentiniano I, emperador romano.
- Wáng Xīzhī (王羲之), calígrafo chino.